# Ракчи

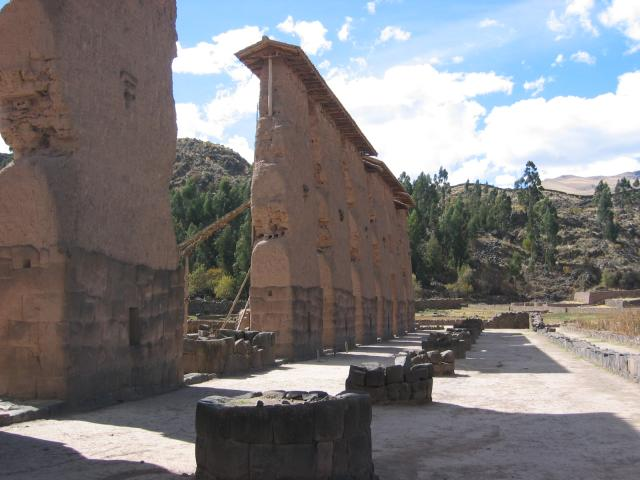
Храм в Ракчи

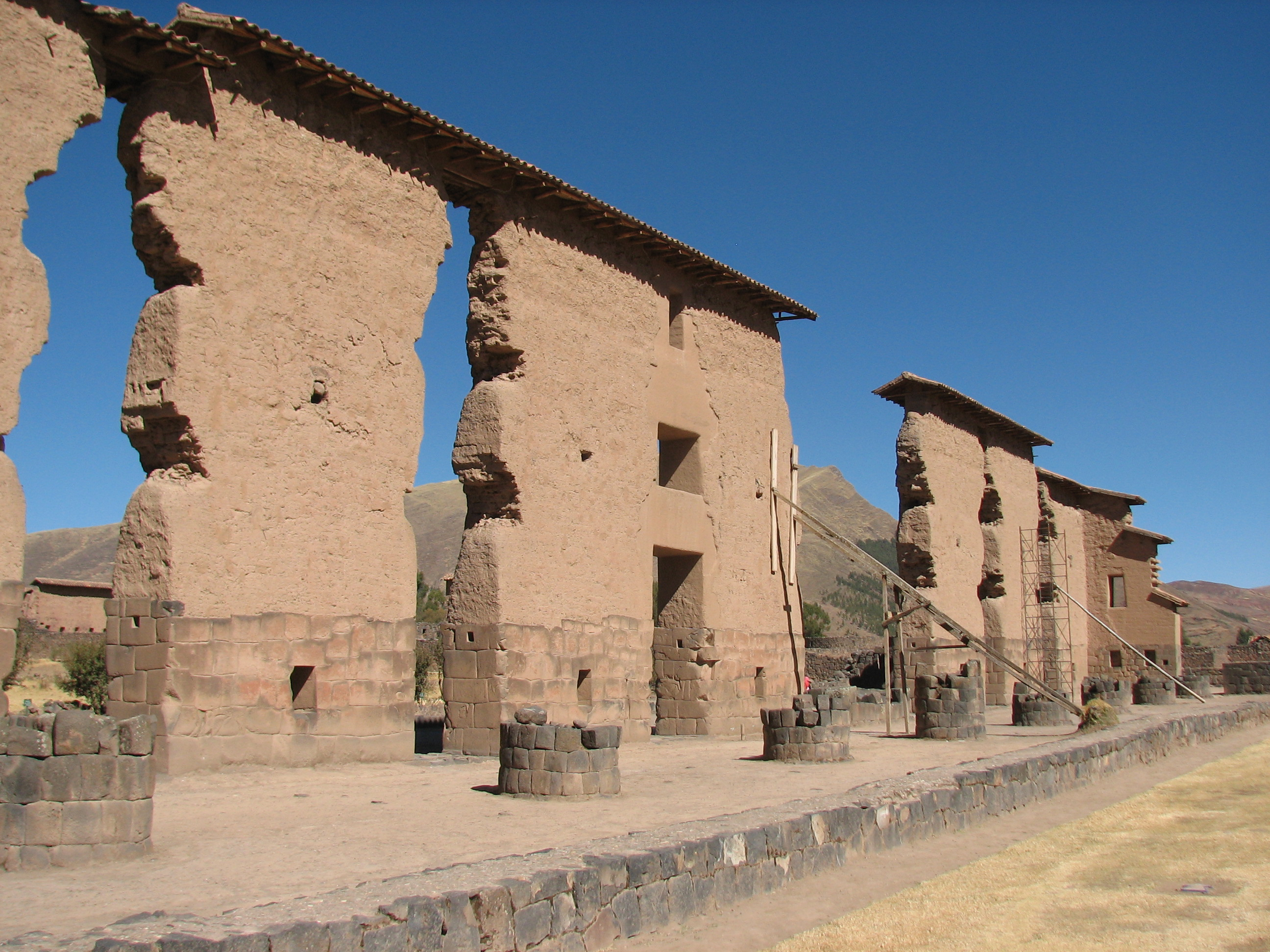
Центральная стена храма

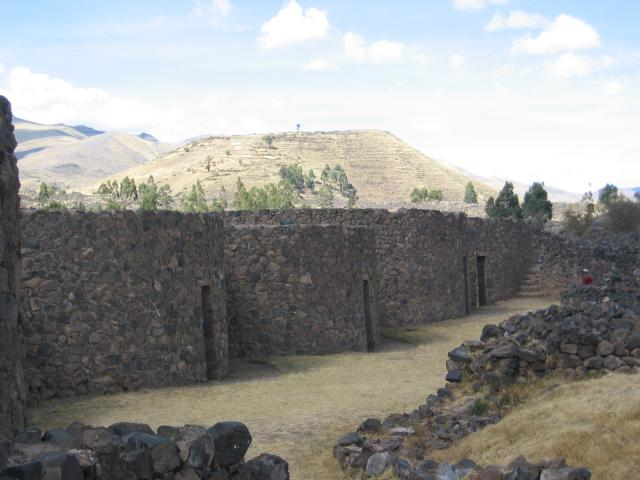
Вид на кольки (склады)

Ракчи, кечуа Raqchi — археологический памятник эпохи инков. Расположен на высоте 3,5 км над уровнем моря в департаменте Куско в Перу. Бывший религиозный и административный центр.
Состоит из главного здания — храма, посвящённого богу-создателю Виракоча, жилых помещений для священников и складских помещений. По-видимому, в эпоху инков здесь находились контрольно-пропускной пункт на границе двух регионов и склады пищевых запасов.
До прибытия испанцев в Рикче находилась статуя, предположительно Виракочи, которую конкистадоры перевезли в Куско. В настоящее время голова статуи хранится в музее в Мадриде, а фрагмент туловища — в музее Куско.
- Храм
  - Длина составляет 92 м, ширина 25 м, высота de 12 м.
  - Крышу поддерживали 22 колонны, изготовленные из тщательно подогнанных камней в нижней части и самана — в верхней. Это единственный пример использования колонн у инков.
  - Нижняя часть стен основного здания выполнена из хорошо подогнанных камней, прочая часть — из самана толщиной примерно в 1 метр. Окна вырезаны в стене, по-видимому, чтобы облегчить тяжесть стен.
  - Основные стены покрыты тонким слоем глины в виде «андского креста» («лестничного креста»). Это также единственное место инкской культуры, где обнаружен подобный элемент украшения.
- Кольки (склады)
  - В Ракчи имелся складской центр для продуктов питания круглого сечения диаметром 8 метров
  - Складские помещения были выполнены из вулканического туфа, скреплённого цементом, и покрыты соломой
  - Климат в Ракчи позволял длительное время хранить продукты без риска порчи, в частности, высушенный картофель.

Ракчи окружён стеной из вулканического туфа с двумя входами, соединёнными с Дорогой инков, ведущей в Мачу-Пикчу.
Около Ракчи находится искусственный водоём, дно которого покрыто камнями; его назначение пока непонятно. Имелся также ансамбль фонтанов — «инкские бани». Сеть подачи воды в фонтаны довольно сложна, однако до сих пор непонятно, откуда в них поступала вода.
Деревня, окружающая Ракчи, со времён инков стала центром производства керамики.